# Лука Кастиля
Лука Кастиля (Luca Castiglia) е италиански полузащитник, състезаващ се за Чезена под наем от Ювентус, на който е юноша. Считан е за една от големите надежди на бианконерите, заедно с Себастиан Джовинко, Клаудио Маркизио и Паоло Де Челие.